# Западная Старинка
Западная Старинка — село в Никифоровском районе Тамбовской области России. Входит в состав Озёрского сельсовета.

## География
Село находится на западе центральной части Тамбовской области, в лесостепной зоне, на берегу реки Польной Воронеж, в 200 метрах к западу от автодороги 68А-030, на расстоянии примерно 7 километров к западу от Дмитриевки, административного центра района.

### Климат
Климат умеренно континентальный, относительно сухой, с холодной продолжительной зимой и тёплым летом. Средняя температура воздуха самого холодного месяца (января) — −11,5 — −10,5 °C (абсолютный минимум — −39 °C); самого тёплого месяца (июля) — 19,5 — 20,5 °C (абсолютный максимум — 40 °С). Период с положительной температурой выше 10 °C длится от 141 до 154 дней. Среднегодовое количество атмосферных осадков составляет около 450—500 мм. Продолжительность залегания снежного покрова составляет в среднем 135 дней.

### Часовой пояс
Село Западная Старинка, как и вся Тамбовская область, находится в часовой зоне МСК (московское время). Смещение применяемого времени относительно UTC составляет +3:00.

## Население
| 2002 | 2010 |
| ---- | ---- |
| 109  | ↘98  |

### Национальный состав
Согласно результатам переписи 2002 года, в национальной структуре населения русские составляли 100 % из 109 чел.

## Инфраструктура
В селе находится отделение почты.